# Verdrag van New Echota
Het Verdrag van New Echota was een herplaatsingsverdrag dat op 29 december 1835 door de regering van de Verenigde Staten en een aantal leden van de Cherokeestam werd getekend in New Echota. In dit verdrag stemt de regering erin toe $5 miljoen te betalen, de kosten van herplaatsing te vergoeden, en hen land te geven in Indian Territory (het huidige Oklahoma), in ruil voor de Cherokeereservaten in Georgia en Alabama. Hoewel het verdrag goedgekeurd werd door de Senaat van de VS, en werd opgedrongen aan de Cherokees, werd het nooit ondertekend door een officiële vertegenwoordiger van de Cherokee Nation, die hierom ook weigerde de geldigheid van dit verdrag te erkennen.

## De Ridge Party

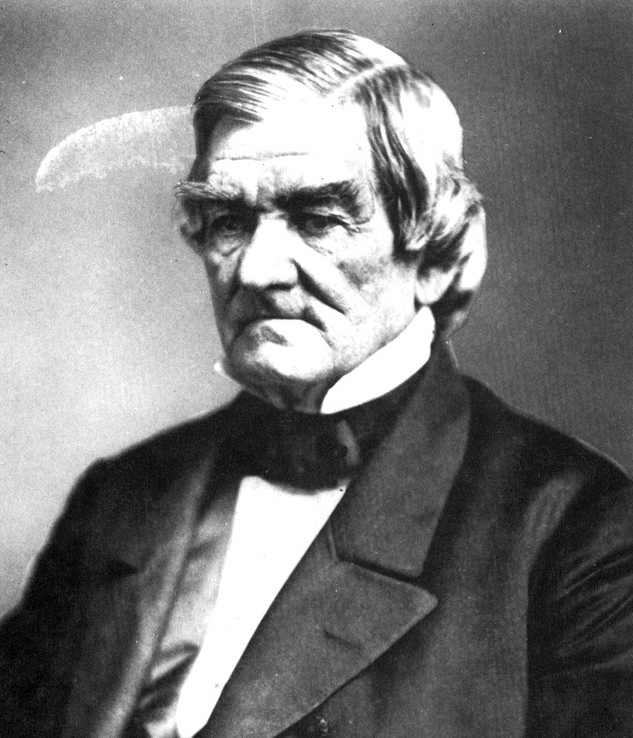
John Ross, de gekozen leider van de Cherokees, die het verdrag van New Echota nooit goedgekeurd heeft

In de jaren 30 van de 19de eeuw hadden de Cherokee al een flink stuk van hun voorouderlijke grond moeten afstaan aan de blanke bezetters, ondanks de pogingen van de Cherokees om zichzelf te organiseren (ze hadden een gekozen volksvertegenwoordiging) en hun verdragen met de Verenigde Staten. Toen het gekozen stamhoofd John Ross het aanbod van de regering afsloeg om land in Oklahoma en geld te ruilen tegen grond die eerder aan de Cherokee toegezegd was, besloot de regering om te gaan onderhandelen met Cherokees die wel bereid waren om tegen de aangeboden prijs naar Oklahoma te verhuizen. De "Ridge Party", zoals deze groep genoemd werd, werd geleid door Majoor Ridge, zijn zoon John Ridge en zijn neven Elias Boudinot en Stand Watie. De federale overheid stuurde de aangewezen personen, generaal William Carroll en de geestelijke John F. Schermerhorn, erop af om een verdrag op te stellen en de Ridges te overtuigen om het te tekenen. Door het tekenen van het verdrag schond de Ridge Party een Cherokee-wet, die nota bene door Ridge zelf enkele jaren eerder was voorgesteld. Toen de overeenkomst goedgekeurd was, ontving de Ridge Party haar geld, en begonnen zij aan hun reis naar het westen.